# K-300P Bastion-P
Pour les articles homonymes, voir Bastion (homonymie).
Le K-300P Bastion-P, désigné par l'OTAN SSC-5, est un système de missiles de défense côtière russe. Il a été développé en collaboration avec la compagnie biélorusse Tekhnosoïouzproïekt.

## Historique
Dérivé du missile P-800 Oniks, le système côtier possédait initialement la même désignation (Yakhont), mais reçut ensuite pour l'exportation le nom de « Bastion ». Il fut visible pour la première fois en 2007, sous la forme d'un K-300P (Bastion-P). Il est considéré comme une simple amélioration de l'ancien système Bastion, destinée à l'exportation. Son développement aurait été lancé en 1985, suivant le besoin de la Russie de disposer d'un système plus léger et assurant la relève des missiles surface-surface P-120 Malakhit (SS-N-9 Siren), P-700 Granit (SS-N-19 Shipwreck) et P-80/P-270 Moskit (SS-N-22 Sunburn).

## Caractéristiques

### Générales
Le système est conçu pour la destruction de divers bâtiments de surface, appartenant à des escadrons de débarquement, des convois, des groupes aéronavals, aussi bien que des navires isolés ou des cibles basées à terre, le tout dans un contexte de feu ennemi et de contre-mesures électroniques denses. Il emploie le missile de croisière antinavire P-800 Oniks (nom de code OTAN : SS-N-26 « Strobile ») et a une portée maximale de 300 km en profil de vol « Hi-Lo » et 120 km en profil « Lo-Lo »,, pouvant couvrir une zone de protection de 600 km autour du lanceur. 
La configuration standard du système consiste en quatre lanceurs autotractés K-340P, contenant chacun deux missiles Yakhont en conteneurs (trois, selon certaines sources), un ou deux véhicules de commandement K380R, un véhicule d'alerte de combat, et quatre véhicules de chargement K342R, transportant des missiles de rechange,. Les missiles sont montés sur des véhicules mobiles, qui peuvent déployer huit missiles en moins de cinq minutes et rester en veille active pour une période de trois à cinq jours,. La batterie peut être installée à près de 200 km à l'intérieur des terres, et les véhicules lanceurs peuvent être distants des véhicules de commandement de 25 km. L'équipement de soutien comprend des aires de maintenance et des systèmes d'entraînement. Le nombre de véhicules constituant la batterie varie selon les désirs des clients à l'achat,.
Étant à l'origine de la conception du missile et de son logiciel, la société NPO Machinostroïenia est restée responsable de l'intégration des systèmes entre eux. Le missile est fabriqué à Orenbourg par la société PO Strela, tandis que la société biélorusse Tekhnosoïouzproïekt est chargée de la conception et de la fabrication des châssis autotractés pour les lanceurs et les véhicules de transport des missiles.
Le missile dispose d'un système de propulsion à deux étages, utilisant un moteur-fusée à carburant solide pour accélérer au départ, puis un statoréacteur à carburant liquide pour assurer son vol de croisière à vitesse supersonique. L'accélérateur est éjecté juste après sa combustion, grâce au vent relatif généré par la vitesse du missile. La charge utile militaire a une masse comprise entre 200 et 250 kg, et il semblerait que le missile puisse aussi bien emporter une charge conventionnelle qu'une charge nucléaire. De type « tire et oublie », le missile réalise son vol de croisière grâce à un guidage par satellite, puis termine sa course à l'approche de la cible grâce à un radar actif. Utilisant un système de vol à très basse altitude d'origine russe, il peut voler à des altitudes allant de 5 à 14 000 m, effectuant sa phase d'attaque finale au ras des flots, même dans des conditions difficiles (Mer de force 7). Il est également capable de manœuvrer à vitesse supersonique avant de toucher sa cible, ce qui rend les systèmes de défense rapprochée (CIWS) quasi-inopérants contre lui car il vole trop vite pour eux.

### Les véhicules
Le véhicule tracteur-érecteur-lanceur (TEL) est dérivé d'un châssis 8 x 8 à haute mobilité biélorusse MZKT-7930,, disposant de bonnes capacités de franchissement et pouvant opérer sur des terrains difficiles. Il est opéré par une équipe de trois personnes : un conducteur, un commandant et un opérateur des systèmes. Le véhicule peut initialement rester en veille active pendant cinq jours après son déploiement, mais cette durée peut être allongée à trente jours s'il est rejoint par un véhicule de soutien. Ils peuvent aussi tirer indépendamment de leur véhicule de commandement, si cela est nécessaire. Les Russes proposent également un véhicule-radar avec capacité « au-delà de l'horizon » (BVR) pour équiper leurs batteries Bastion-P. Il est également conçu sur le châssis MZKT-7930. Les Russes utilisent aussi parfois leurs hélicoptères d'alerte avancée Ka-31 pour réaliser cette fonction.
Le système fonctionne avec un véhicule poste de commandement basé sur le camion KamAZ-43101 6×6.
Caractéristiques du TEL MZKT-7930
- Équipage : 3 hommes
- Masse : 41 tonnes
- Longueur : ~ 12,8 m
- Largeur : ~ 3 m
- Hauteur : ~ 3,6 m
- Moteur : YaMZ-846 Diesel
- Puissance : 500 ch
- Vitesse maxi sur route : 80 km/h
- Autonomie : 1 000 km
- Pente maximale : 45 %
- Dévers maximal : 30 %
- Obstacle vertical : 0,6 m
- Tranchée : ~ 2 m
- Passage à gué : 1,4 m

## Versions
- K-300P : Version installée sur un tracteur-érecteur-lanceur (TEL), jouant de rôle de missile d'attaque terrestre ou antinavire, utilisé principalement dans les forces de défense côtières ;
- K-300S : Version lancée depuis un silo. Il a probablement un rôle dans les défenses côtières ;
- Bastion E : Autre version de défense côtière.

## Déploiement opérationnel

### Au nord du Japon
Le 2 mars 2011, la Russie aurait déployé le système sur les disputées îles Kouriles, en Extrême-Orient, que les Japonais considèrent comme un territoire du nord du Japon, sans toutefois préciser le nombre exact de systèmes déployés.
Cette initiative de la part de la Russie vint de volonté du gouvernement de moderniser les forces armées en présence dans l'Est lointain du pays, à la suite de la forte dispute territoriale entre les deux pays. Celle-ci escalada en novembre 2010, après la visite du président russe Dmitri Medvedev sur l'une des quatre îles les plus au Sud de l'archipel des Kouriles. Le premier ministre japonais Naoto Kan décrivit la visite de Medvedev comme un affront inexcusable, ce qui déclencha une réaction de colère de la part du Kremlin. Le Japon se montre inquiet de ce déploiement de missiles sur ces îles disputées, et surveille de près toutes les activités de la Russie dans la zone. Ces fortes tensions entre les deux pays ont par ailleurs causé l'échec de la signature d'un traité de paix formel entre Tokyo et Moscou, pour déclarer la fin officielle des hostilités de la seconde Guerre mondiale entre les deux nations. Les îles Itouroup, Kounachir, Chikotan et Habomai se situent à la fin d'une chaîne s'étirant de la péninsule du Kamtchatka (Russie) à l'île japonaise d'Hokkaidō.

### En Crimée
Le 15 mars 2015, il fut rapporté que la Russie avait aussi déployé le système en Crimée,. Le président Vladimir Poutine affirma que les systèmes Bastion avaient été déployés pour protéger le territoire, « [installés] de manière à ce qu'ils soient parfaitement visibles de loin ».

### En Arctique
À la fin des années 2010, la Russie déploie le système au nord de l'archipel François-Joseph au sein de la base militaire Trèfle arctique, sous la responsabilité de la Flotte du Nord. Cette base est destinée à consolider la présence russe sur l'océan Arctique dont les ressources pétrolières deviennent exploitables du fait du réchauffement climatique.

## Utilisateurs

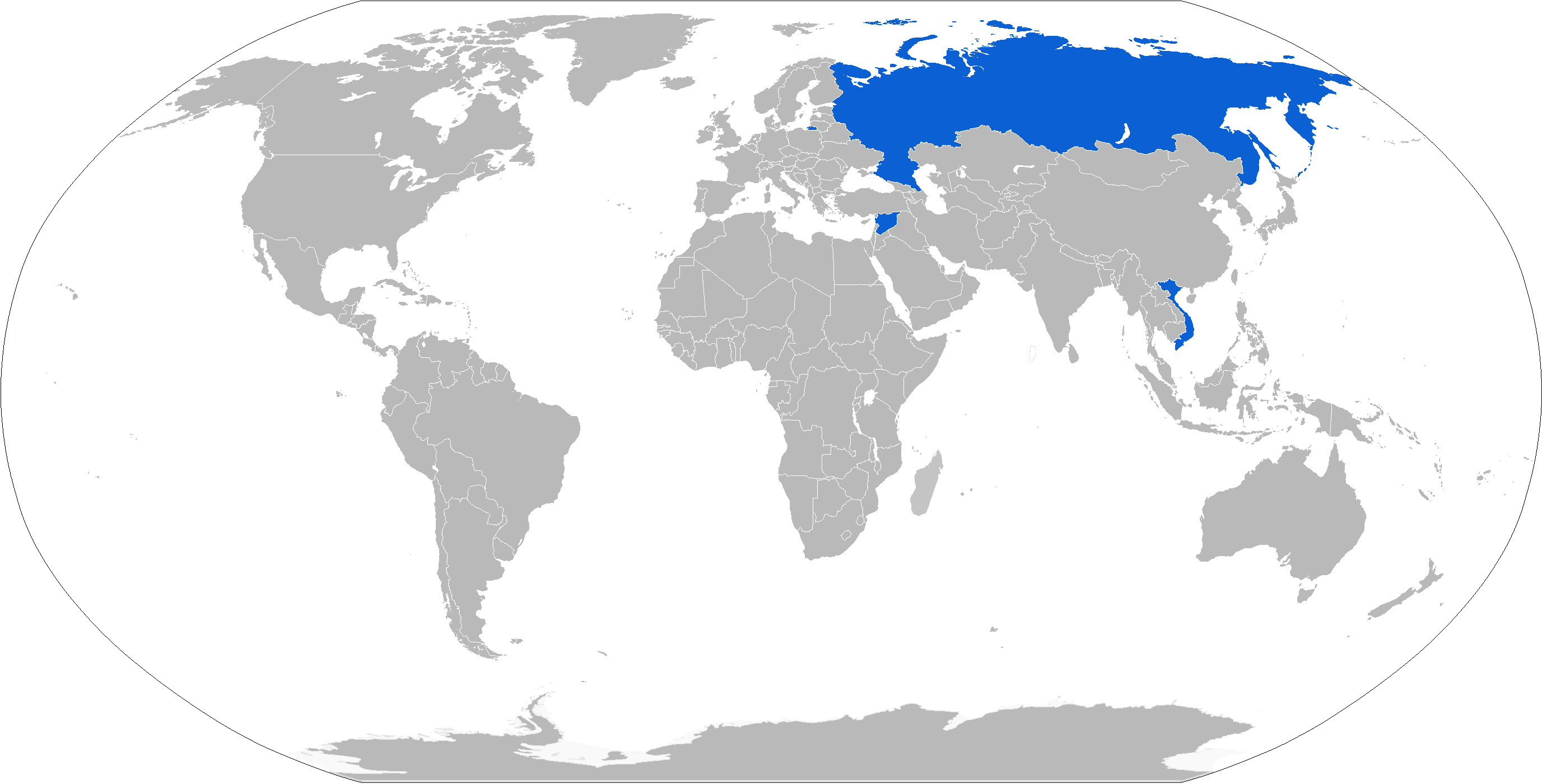
Carte des utilisateurs du K-300P (en bleu).

- Russie : Marine et force de défense côtière russes. D'après l'agence RIA Novosti, début 2010, la 11e brigade missiles de défense côtière de la flotte de la Mer Noire recevait deux batteries de Bastion-P. À la fin de cette même année, une 3e batterie mobile venait rejoindre les deux autres au sein de cette unité, située près d'Anapa, dans la région de Krasnodar[4]. De nouveaux systèmes auraient été commandés par le ministère de la défense russe[3] ;
- Syrie : En septembre 2010, le ministre de la défense russe Anatoli Serdioukov annonça que la Russie allait honorer un contrat de livraison de missiles Yakhont vers la Syrie. Israël et les États-Unis firent pression pour que la vente ne soit pas effectivement réalisée, car elle aurait donné la capacité aux Syriens de détruire à vitesse supersonique des navires jusqu'à 300 km de son littoral. L'autre inquiétude venait du risque de voir ces missiles tomber entre de mauvaises mains, en particulier des groupes terroristes, très nombreux dans la région[5]. L'état d'Israël se montre très inquiet de cette décision de vente à la Syrie, mais se dit prêt à « faire avec », d'après les dires du commandement israélien. D'après le Lt. Gen. Gabi Ashkenazi, s'exprimant dans le journal Jerusalem Post, « de nombreuses tentatives de faire échouer le contrat ont été faites, mais sans succès »[5].
- Viêt Nam : Le Viêt Nam a commandé un ou deux systèmes Bastion-P à la Russie en 2005[5]. Le premier bataillon de missiles de croisière antinavires Yakhont a été reçu en 2009. C'était alors la première fois que la version côtière du Yakhont était exportée vers un autre pays, suivi par la livraison du système mobile de défense Bastion-P, dont la livraison été achevée en 2010[5].
- Venezuela : En novembre 2010, Henry de Jesus Rangel Silva, commandant stratégique du Venezuela, confirma la volonté faite par Hugo Chávez en 2009 de vouloir s'équiper, dans un avenir proche, de missiles de 300 km de portée. Comme le président, le général ne précisa pas quel type d'armes exactement, mais le World Arms Trade Analytic Center (WATAC) présume qu'il pourrait s'agir soit du Club-M, soit du K-300P Bastion-P[5].

Les contrats de livraison d'armements concernant le Bastion pour la Syrie et le Viêt Nam étaient au rang 4 et 5, sur la liste des contrats militaires de la Russie de 2011. La valeur du contrat avec la Syrie était d'environ 300 millions de dollars. Fin 2011, tous les contrats d'exportation avaient été honorés et le Viêt Nam était en discussion avec la Russie pour commander de nouveaux systèmes, ce qui semble annoncer un succès à l'exportation assez confortable pour cet armement.